# Hasan Vezir
Hasan Vezir (* 7. September 1962 in Rize) ist ein ehemaliger türkischer Fußballspieler und heutiger Trainer.

## Vereinskarriere
Hasan Vezir begann seine Karriere in seiner Heimat bei Rizespor. In der Saison 1981/82 gab er sein Debüt in der 1. Mannschaft. Vor dem Beginn der Saison 1983/84 wechselte Vezir zum Erstligisten Trabzonspor. In seiner ersten Saison bei Trabzonspor gewann der Stürmer zum ersten Mal die türkische Fußballmeisterschaft und den türkischen Pokal. In der 1. Liga kam er zu 21 Spielen und erzielte zwei Tore. Insgesamt spielte er für Trabzonspor vier Spielzeiten und kehrte im Sommer 1987 zurück zu Rizespor. 
Vezir schoss in der Saison 1987/88 12. Saisontore für Rizespor und hatte einen großen Anteil am Klassenerhalt Rizespors. In der darauffolgenden Spielzeit machte der Stürmer in den ersten sechs Spielen vier Tore. Todor Veselinović, Trainer von Fenerbahçe Istanbul, wollte den Stürmer in seiner Mannschaft sehen und so kam es auch. Vezir wechselte im Oktober 1988 zum Traditionsklub und im Gegenzug erhielt Rizespor die Spieler: Orhan Kapucu und Önder Çakar. Vezir wurde am Ende der Saison zum zweiten Mal in seiner Karriere türkischer Meister. Er erzielte 15. Saisontore und war nach Aykut Kocaman und Rıdvan Dilmen der drittbester Torschütze der Mannschaft. 
Am 3. Mai 1989 wurde im Pokal-Viertelfinale das Rückspiel zwischen Fenerbahçe und dem Stadtrivalen Galatasaray Istanbul ausgetragen. Galatasaray ging durch drei Tore von Tanju Çolak in Führung. Zwei Minuten nach Wiederanpfiff erzielte Aykut Kocaman das erste Tor für Fenerbahçe in dieser Partie. Hasan Vezir machte in dieser Partie einen Hattrick. Das Spiel endete mit 4:3 für Fenerbahçe und sie zogen in das Halbfinale. Vor Ende der Saison 1988/89 konnte sich Vezir nicht mit Fenerbahçe auf eine Vertragsverlängerung einigen. Er nahm das Angebot von Galatasaray an und wurde daraufhin von zwei Vorstandsmitgliedern Galatasarays gewaltlos entführt. Dadurch verpasste Vezir das Rückspiel des  Pokalfinals gegen Beşiktaş Istanbul.
Bei Galatasaray Istanbul wurde Vezir ein zweites Mal türkischer Pokalsieger. Nach Galatasaray folgten Engagements bei: Bakırköyspor, Adanaspor, Kardemir Karabükspor, Kartalspor und Üsküdar Anadolu 1908 SK. 1999 beendete Hasan Vezir seine Karriere.

## Nationalmannschaft
Hasan Vezir spielte 15 Länderspiele für die Türkei. Sein Debüt gab er am 1. Mai 1985 gegen Nordirland. Vezirs letztes Länderspiel war gegen Island am 20. September 1989.

## Trainerkarriere
Seit 2000 ist Hasan Vezir als Trainer tätig. Seine erste Trainerstation war als Co-Trainer bei Kardemir Karabükspor. Kurze Zeit später wurde er zum Chef-Trainer befördert. Danach war tätig bei Çorluspor, Kasımpaşa Istanbul, Pazarspor, Kastamonuspor, Maltepespor, Çaykur Rizespor (Co-Trainer), Ofspor. Zuletzt trainiert Vezir den Viertligisten Elazığ Belediyespor. Dort wurde er im Februar 2013 entlassen.

## Erfolge
- Mit Trabzonspor:
  - Türkischer Fußballmeister: 1983/84
  - Türkischer Fußballpokalsieger: 1983/84
  - Başbakanlık Kupası: 1985

- Mit Fenerbahçe Istanbul:
  - Türkischer Fußballmeister: 1988/89

- Mit Galatasaray Istanbul:
  - Başbakanlık Kupası: 1990
  - Türkischer Fußballpokalsieger: 1990/91